# راز چشمان آن‌ها
راز چشمان آن‌ها یا راز درون چشم‌هایشان (به اسپانیایی: El secreto de sus ojos) یک فیلم درام و جنایی آرژانتینی اسپانیایی‌زبان تولیدشده در سال ۲۰۰۹ است که بر اساسی رمانی به نام پرسشِ چشمانشان (به اسپانیایی: La pregunta de sus ojos) ساخته شده‌است. این فیلم، برندهٔ جایزه اسکار بهترین فیلم بین‌المللی در هشتاد و دومین دوره جوایز اسکار گردید و بدین ترتیب آرژانتین اولین کشوری از آمریکای لاتین شد که ۲ مرتبه این جایزه را برده‌است. این فیلم همچنین برنده جایزه گویا در اسپانیا گشته‌است. تا سال ۲۰۱۰ این فیلم دومین فیلم موفق آرژانتین در کل تاریخ بوده‌است که اولین آن فیلم نازارنو کروز و گرگ است که توسط لئوناردو فاویو در سال ۱۹۷۵ ساخته شد.

## بازیگران
- ریکاردو دارین
- سولداد بیژامیل
- گیژرمو فرانچلا
- پابلو راگو
- خاویر گودینو
- ماریانو آرخنتو
- کارلا کِـوِدو

## جوایز

### جایزه گویا
| سال  | رده                                      | نتیجه |
| ---- | ---------------------------------------- | ----- |
| ۲۰۰۹ | جایزه گویا برای بهترین فیلم ایبروآمریکان | برنده |

### جایزه اسکار
| سال  | رده                               | نتیجه |
| ---- | --------------------------------- | ----- |
| ۲۰۰۹ | جایزه اسکار بهترین فیلم بین‌المللی | برنده |